# Antilopen
Antilope is de naam die wordt gegeven aan verscheidene holhoornige hoefdieren, die voornamelijk in Afrika leven. Enkele soorten leven in Azië.

## Verwantschap
Het is geen monofyletische groep: sommige soorten, als de koedoe en de elandantilope, zijn meer verwant aan de runderen dan aan de andere antilopen, terwijl de Tibetaanse antilope meer verwant is aan de bokken. Overigens worden sommige soorten (bijvoorbeeld springbok en waterbok) bok genoemd, terwijl ze niet verwant zijn aan de bokken. Dit komt uit het Afrikaans, waar "bok" een ander woord is voor antilope. Antilope kan dus gezien worden als de verzamelnaam voor alle holhoornigen die geen rund, schaap of geit worden genoemd.

## Voeding
De antilopen zijn heel kieskeurig, ze eten meestal bladeren, knoppen, gras en groene scheuten.

## Kenmerken
Alle antilopen hebben gemeen dat het lichtgebouwde, elegante dieren met kleine gespleten hoeven zijn. Ze kunnen zeer hard rennen, en enkele soorten behoren tot de snelste landdieren.

## Verspreiding
De meeste soorten leven op de steppen en savannen van Afrika, Arabië, Centraal-Azië en India. Er zijn echter ook soorten die leven in woestijnen of in dichte regenwouden.

## Enkele soorten
De familie der holhoornigen is onderverdeeld in zes onderfamilies. Vijf van deze onderfamilies bevatten soorten die tot de antilopen worden gerekend. De zesde onderfamilie is de Caprinae. Eén onderfamilie, de Bovinae, bestaat behalve uit de schroefhoornantilopen (koedoes, elandantilopen en verwanten), de vierhoornantilope en de nijlgau ook uit runderen als rund, kafferbuffel, bizon en jak.
De soorten uit de overige onderfamilies worden allemaal als antilopen beschouwd: Cephalophinae (duikers), Hippotraginae (grazende antilopen: onder andere impala, de gnoes, hartenbeest, bontebok, de oryxen, sabelantilope en waterbok), Antilopinae (echte antilopen: onder andere de gazellen, Indische antilope, springbok, gerenoek, saïga, klipspringer en de dikdiks) en Pantholopinae (de Tibetaanse antilope of chiroe).
In Noord-Amerika leeft de gaffelbok (Antilocapra americana), maar ook al wordt dit dier soms gaffelantilope genoemd, toch is het eigenlijk geen antilope. Hij hoort niet bij de Bovidae, maar is de enige nog levende soort uit de Antilocapridae.

## Etymologie[1][2]
De benaming "antilope" is in het Nederlands geen erfwoord van Germaanse herkomst, maar is via het Frans overgenomen uit het Engels. Toen Engelse ontdekkingsreizigers in Afrika voor het eerst antilopen leerden kennen, gaven ze de dieren de naam antelope (een ontlening aan het Oudfranse antelop); onze spelling met een "i" stamt uit het Frans en is een fonetische weergave van de Engelse uitspraak. Met dit woord duidde men destijds een heraldisch fabeldier aan. Zo vinden we in het middeleeuws-Latijn benamingen als talopus en calopus voor een hertachtig fabeldier. Oorspronkelijk gaat het hier om een ontlening via het Latijn aan het Oudgriekse antholops, dat uit een onbekende taal stamt.

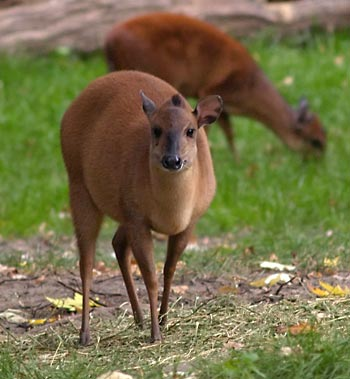
Rode duiker, uit de onderfamilie Cephalophinae
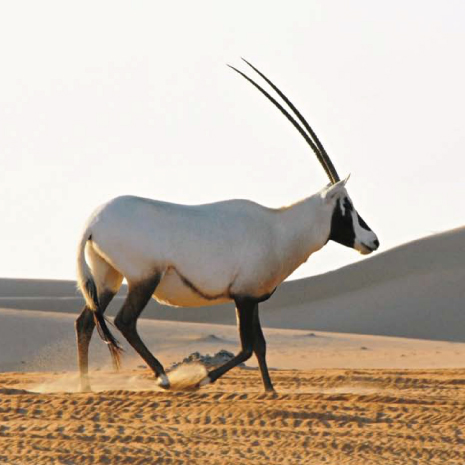
Arabische oryx, uit de onderfamilie Hippotraginae
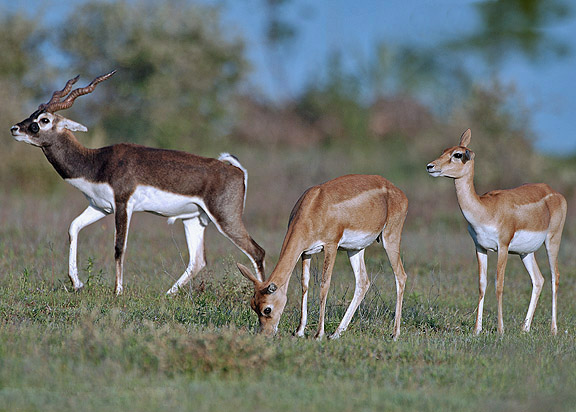
Indische antilope, uit de onderfamilie Antilopinae
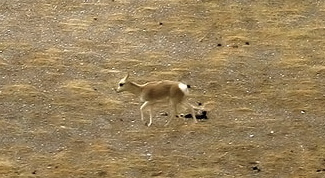
Tibetaanse antilope, uit de onderfamilie Panthalopinae
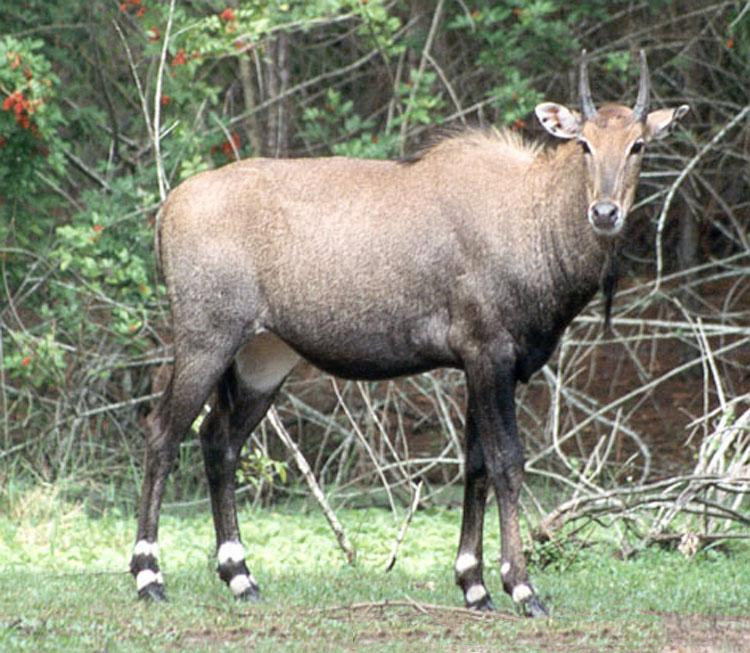
Nijlgau, uit de onderfamilie Bovinae
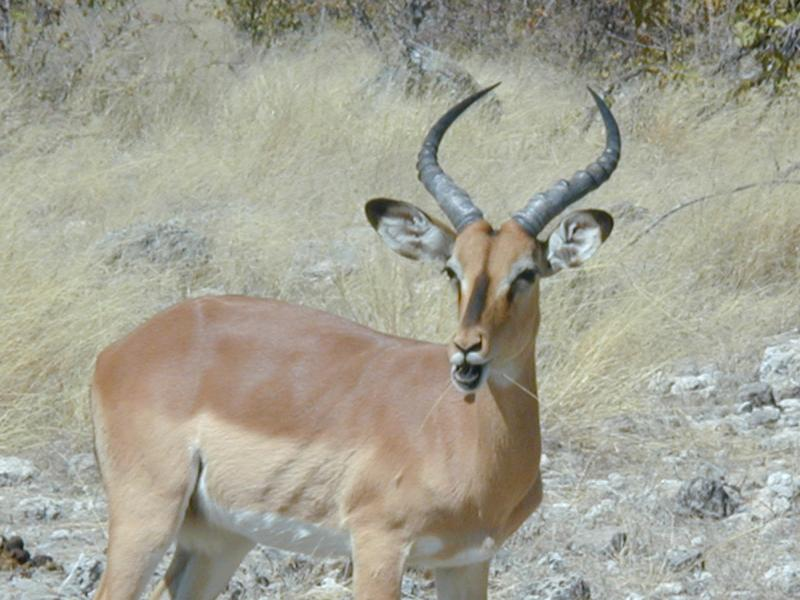
Impala, uit de onderfamilie Aepycerotinae
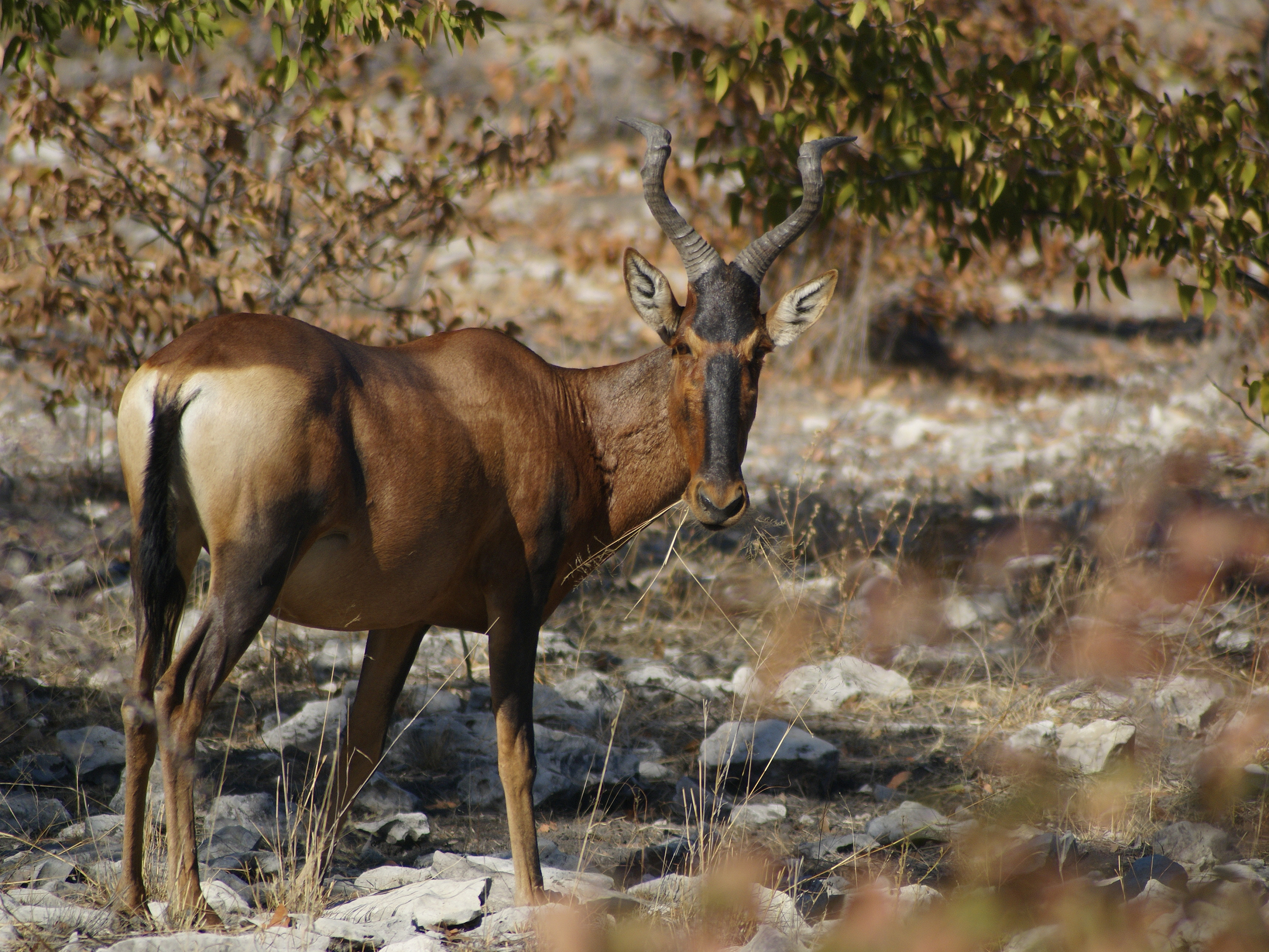
Hartenbeest, uit de onderfamilie Alcelaphinae
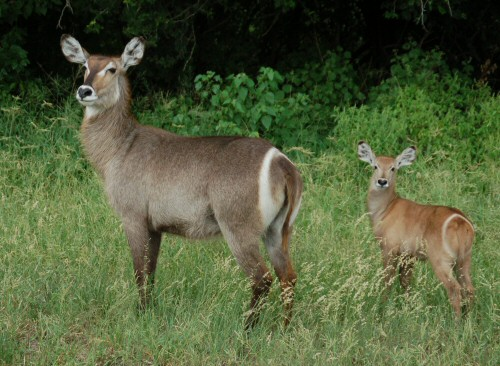
Waterbok, uit de onderfamilie Reduncinae